# 維克·維爾德

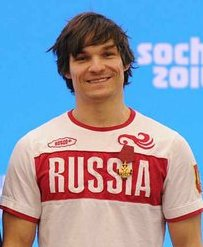
维克·维尔德，2014年

維克·維爾德（英語：Vic Wild，1986年8月23日—），俄羅斯單板滑雪運動員，他代表俄羅斯奧林匹克委員會隊參加了中國舉行的2022年冬季奧林匹克運動會，並且在男子平行大迴轉比賽上獲得銅牌。